# کاسپا
کاسپا (به لاتین: Kaspa) یک منطقهٔ مسکونی در روسیه است که در جمهوری آلتای واقع شده‌است.